# Oberfeld (Kastl)
Oberfeld ist eine in der Oberpfalz gelegene Einöde, die ein Gemeindeteil von Kastl ist.

## Lage
Der Ort befindet sich in der Region Oberpfälzer Jura und liegt in der nach Utzenhofen benannten Gemarkung. Oberfeld ist einer von 39 Ortsteilen des Marktes Kastl. Die Einöde liegt viereinhalb Kilometer südwestlich von Kastl und Lauterhofen ist dreieinhalb Kilometer entfernt.

## Verkehr
Die Bundesstraße 299 verläuft eineinhalb Kilometer nördlich des Ortes, von dieser zweigt bei Sankt Lampert eine Gemeindeverbindungsstraße ab, die ein wenig nordöstlich an Oberfeld vorbeiführt. Vom ÖPNV wird Oberfeld an einer 600 Meter nordöstlich des Ortes gelegenen Haltestelle mit der Buslinie 445 des VGN bedient.